# Обербарним
Обербарним (нем. Oberbarnim) — община в Германии, в земле Бранденбург.
Входит в состав района Меркиш-Одерланд. Подчиняется управлению Меркише Швайц.  Население составляет 1434 человека (на 31 декабря 2010 года). Занимает площадь 52,57 км².
| Год  | Население |
| ---- | --------- |
| 2005 | 1496      |
| 2010 | 1465      |